# RedTube
RedTube este un site web pornografic. Este unul din cele mai populare site-uri din lume, intrând în top 100 site-uri în clasamentul Alexa.
Pe 13 septembrie 2013, site-ul a fost blocat în Rusia, conform Legii federale cu privire la protejarea copiilor de informații dăunătoare sănătății și dezvoltării lor, în particlar din cauza clipurilor de genul hentai.